# Pällajaure
Pällajaure är en sjö i Arjeplogs kommun i Lappland och ingår i Piteälvens huvudavrinningsområde. Sjön har en area på 1,58 kvadratkilometer och ligger 586,1 meter över havet. Pällajaure ligger i Tjeggelvas Natura 2000-område. Sjön avvattnas av vattendraget Pällajåkka.

## Delavrinningsområde
Pällajaure ingår i det delavrinningsområde (738025-159400) som SMHI kallar för Utloppet av Pällajaure. Medelhöjden är 654 meter över havet och ytan är 11,42 kvadratkilometer. Det finns inga avrinningsområden uppströms utan avrinningsområdet är högsta punkten. Pällajåkka som avvattnar avrinningsområdet har biflödesordning 2, vilket innebär att vattnet flödar genom totalt 2 vattendrag innan det når havet efter 243 kilometer. Avrinningsområdet består mestadels av skog (68 procent) och kalfjäll (18 procent). Avrinningsområdet har 1,58 kvadratkilometer vattenytor vilket ger det en sjöprocent på 13,8 procent.